# Mr Loveday's Little Outing
Mr Loveday’s Little Outing is een kort verhaal van de Britse schrijver Evelyn Waugh. Het kwam uit in 1936 in de gelijknamige verhalenbundel Mr Loveday’s Little Outing: And Other Sad Stories.
Het centrale thema van het verhaal is krankzinnigheid. Zoals in veel van Waughs werk, speelt het verhaal zich af in de upper class.
Angela Moping gaat samen met haar moeder op bezoek bij haar vader, die in een psychiatrische instelling verblijft nadat hij op het jaarlijkse huisfeest een zelfmoordpoging had gedaan voor de ogen van enkele bezoekers. Tijdens dit bezoek ontmoet Angela Mr Loveday, een medepatiënt die voor haar vader zorgt. Hoewel Mr Loveday in de instelling verblijft vanwege de moord op een jongedame, is ze overtuigd dat hij genezen is. Daarom doet ze haar uiterste best om voor zijn vrijlating te zorgen, wat haar uiteindelijk ook lukt.
Bij het vertrek laat de psychiater hem weten dat hij, indien hij ooit genoeg heeft van de buitenwereld, altijd welkom is om terug te keren. Na zijn vrijlating vermoordt Mr Loveday een jongedame die hem voorbij fietst en keert hij al na twee uur tevreden terug naar de instelling om voorgoed te worden opgesloten.

## Media
- Het verhaal werd in BBC Radio 4 door BBC Radio 4 uitgezonden als hoorspel.
- In 2006 werd op BBC Four Sam Hobkinsons verfilming getoond, met hierin onder andere Prunella Scales en Andrew Sachs.